# Sinagoga blanca
La sinagoga blanca, o simplemente sinagoga de Cafarnaún (en hebreo: בית הכנסת בכפר נחום‎), es un antiguo templo judío y actual yacimiento arqueológico en Cafarnaún, a orillas del mar de Galilea, al norte de Israel. La sinagoga, datada del siglo iv, fue construida sobre la base de una sinagoga anterior, del siglo i, que se cree que fue el lugar donde predicaba Jesús de Nazaret.

## Contexto arqueológico y bíblico
Cafarnaún (en hebreo: כפר נחום‎ נָחוּם; Kefar Najum, lit. Pueblo de Nahum) fue un antiguo poblado pesquero a orillas del mar de Galilea (lago Tiberíades) fundado por los hasmoneos en el siglo i a. C. No se conocen datos sobre poblaciones anteriores en el lugar, aunque se han encontrado restos de sílex del paleolítico y muros y pavimentos de la Edad del Bronce (II milenio a. C.). Se encuentra a 2,5 km de Tabgha y a 15 km de la ciudad de Tiberíades, en el punto noroeste del lago. Se cree que en su apogeo tenía una población de 1500 personas, la mayoría pescadores. Excavaciones a partir de la segunda mitad del siglo xix revelaron dos sinagogas, una debajo de la otra, y una iglesia de planta octagonal, que décadas después se bautizaría como la Iglesia de San Pedro.

#### Hallazgos arqueológicos
A pesar de su gran importancia histórica, siendo lugar de algunos de los acontecimientos clave de la biblia, las ruinas de Cafarnaún solo fueron descubiertas en 1838 por el geógrafo bíblico norteamericano Edward Robinson. A la hora de su descubrimiento, no hubo ningún asentamiento en ese sitio, formando parte del entorno natural del lugar. Casi tres décadas después, en 1866, el militar y explorador británico Charles W. Wilson identificó los restos de una gran sinagoga, que luego sería conocida como «la sinagoga blanca» debido al color casi exclusivo de sus piezas.
Sin embargo, solo cuatro décadas después, en 1905, se iniciarían las excavaciones que darían paso a los hallazgos más importantes, dirigidas por los alemanes Heinrich Kohl y Carl Watzinger y seguidas por los franciscanos hasta 1926. Es cuando se destapan estructuras del siglo i, incluyendo la morada de san Pedro (llamado entonces Simón bar-Yoná), sobre la que los bizantinos construyeron la iglesia descubierta a mitades del siglo anterior, y los restos de la segunda sinagoga, por debajo de la sinagoga blanca, que se cree que fue la mencionada en el Nuevo Testamento (Juan 6:59), en cuyo caso hubiera sido el centro de las actividades de Jesús en esa época.

## La sinagoga

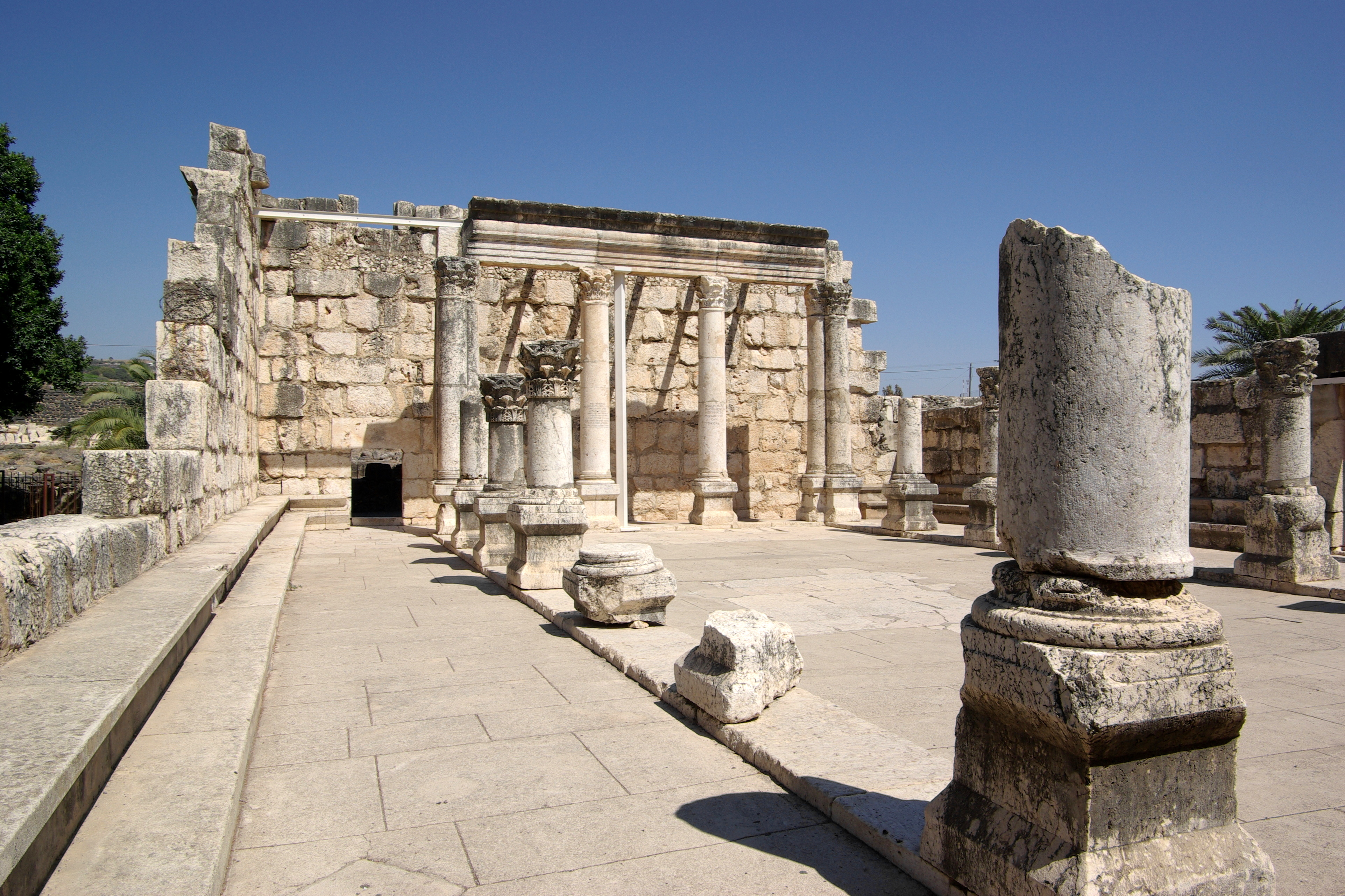
Ruinas de la sinagoga.

Las ruinas del edificio que data del siglo iv, descubiertas por Wilson, destacan notablemente entre las humildes viviendas del poblado, ya que están construidas casi exclusivamente con bloques blancos de piedra calcárea traídos de canteras lejanas (y por tanto poco comunes en esta región). Los muros están levantados encima de hiladas pertenecientes a la sinagoga anterior, de piedra basáltica negra propia de la región. Debajo del suelo de la sinagoga más reciente se encuentra todavía el suelo de la sinagoga anterior.
El plano del piso de la sinagoga blanca es similar al de la sinagoga del mismo siglo en Korazim (4 kilómetros al norte) y al de la sinagoga de Baram, del siglo iii, en el norte de la Galilea, pero la ornamentación arquitectónica del edificio de Cafarnaún es mucho más elaborada, con capiteles corintios e intrincados relieves tallados en piedra.
El edificio se compone de cuatro partes: la sala de oración, el patio oriental, la balaustrada meridional y un pequeño cuarto al noroeste de la construcción. La sala de oración mide 24,40 x 18,65 metros, con la fachada hacia el sur, mirando a Jerusalén (como era costumbre). Las paredes internas estaban revocadas y pintadas con estucos de alto nivel de realización, encontrados durante las excavaciones. De la sinagoga antigua se han conservado dos inscripciones, una en griego y la otra en arameo, que recuerdan a los bienhechores que facilitaron la construcción del edificio.
La sinagoga, tal como era en 381, fue descrita por la peregrina española Egeria, que escribió que el acceso a la estructura constaba de varios escalones y que el edificio estaba construido con piedra labrada.
La sinagoga y la iglesia de Cafarnaún resultaron destruidas a principios del siglo vii (poco antes de la conquista musulmana de 636). Debido a las continuas tensiones entre las comunidades cristiana y judía, se ha sugerido que la iglesia pudo haber sido destruida durante la invasión persa en 614, y la sinagoga destruida 15 años después como acto de venganza durante el breve restablecimiento del gobierno bizantino.

### Restauración
En 1926, el franciscano Orfali comenzó la restauración de la sinagoga. Luego de su muerte, fue seguido por Virgilio Corbo a partir de 1976.